# 中華熱控股
中華熱控股有限公司，簡稱中華熱控股（英語：Great China Mania Holdings, Inc.，OTCBB：GMEV
），在2011年3月16日，由大東方膠瓶飲料（中國）有限公司更名而來，也就是當時經營生產容器，現時則在香港和中國內地經營藝人經理、廣告、電子雜誌媒體、傳統雜誌等。
而董事長和首席執行官為丘偉鴻。
已於2015年5月被中國3D數碼娛樂收購。